# Los Sarmientos
Los Sarmientos är en ort i Argentina.   Den ligger i provinsen La Rioja, i den nordvästra delen av landet, 1 100 km nordväst om huvudstaden Buenos Aires. Los Sarmientos ligger 1 096 meter över havet och antalet invånare är 33 724.
Terrängen runt Los Sarmientos är kuperad västerut, men österut är den platt. Runt Los Sarmientos är det glesbefolkat, med 9 invånare per kvadratkilometer.. Närmaste större samhälle är Chilecito, 2,0 km sydväst om Los Sarmientos.
Omgivningarna runt Los Sarmientos är i huvudsak ett öppet busklandskap.